# Suillia oxyphora
Suillia oxyphora – gatunek muchówki z rodziny błotniszkowatych.
Gatunek ten opisany został w 1900 roku przez Josefa Mika jako Helomyza oxyphora.
Muchówka o ciele długości od 5,5 do 7 mm. Jej czułki mają trzeci człon innej niż czarna barwy, zaś aristy porośnięte włoskami o długości większej niż szerokość jej nabrzmiałej nasady aristy. Tułów jej cechują: brak szczecinek barkowych, bardzo drobno owłosione dolne części propleurów oraz nagie pteropleury, mezopleury i dolna strona tarczki. Wierzchołek tarczki zaopatrzony jest w wyraźny guzek. Skrzydła odznaczają się nieprzyciemnionymi żyłkami.
Owad znany z Hiszpanii, Andory, Wielkiej Brytanii, Niemiec, Szwajcarii, Austrii, Włoch, Polski, Czech, Słowacji, Węgier, Ukrainy, Rumunii, Bułgarii, Serbii, Czarnogóry, Albanii, Bliskiego Wschodu i Kaukazu.